# 红军标语、漫画
红军标语、漫画，位于中国广东省韶关市南雄市南亩镇鱼鲜村，现为南雄市文物保护单位，类型为近现代重要史迹及代表性建筑，公布时间为1982年5月21日。
红军标语、漫画的历史年代为1932。